# Atempan
Atempan è una municipalità dello stato di Puebla, nel Messico centrale, il cui capoluogo è la località omonima.
Conta 25.386 abitanti (2010) e ha una estensione di 48,11 km². 	 	
Il significato del nome della località in lingua nahuatl è lungo la riva del fiume.